# Athenaea
Athenaea es un género de plantas en la familia de las Solanáceas con 31 especies que se distribuyen por Brasil.

## Especies seleccionadas
- Athenaea affinis
- Athenaea afifnis
- Athenaea anonaceae

## Sinonimia
- Latnax, Orinocoa